# Красне (Краснинський район, Липецька область)
Красне (рос. Красное) — село у Краснинському районі Липецької області Російської Федерації.
Населення становить 3832  особи. Належить до муніципального утворення Краснинська сільрада.

## Історія
З 13 червня 1934 до 26 вересня 1937 року у складі Воронезької області, у 1937-1954 роках — Орловської області. Відтак входить до складу Липецької області.
Згідно із законом від 2 липня 2004 року №114-оз органом місцевого самоврядування є Краснинська сільрада.

## Населення
| 1959 | 1970  | 1979  | 1989  | 2002  | 2010  |
| ---- | ----- | ----- | ----- | ----- | ----- |
| 2045 | ↗3116 | ↗3881 | ↗4338 | ↘4057 | ↘3832 |